# Praia
Praia (portugalsko: plaža) je glavno mesto Zelenortskih otokov in s približno 130.000 prebivalci (po popisu leta 2010) največje mesto v tej otoški državi v Atlantskem oceanu zahodno od Afrike. Stoji ob južni obali otoka Santiago v zavetrni skupini otokov (Sotavento) in je tudi glavno pristanišče, kjer natovarjajo kmetijske pridelke za izvoz. Poleg tega je ob obali postaja pomembnega čezoceanskega podmorskega kabla.
Prebivalci so večinoma katoliki, v mestu je več cerkva, pa tudi nekaj drugih znamenitosti. Kljub temu, da je uradni jezik portugalščina, v vsakdanji rabi prevladuje lokalna kreolska varianta.

## Zgodovina
Območje so poselili Portugalci ob začetku dobe pomorskega raziskovanja konec srednjega veka. Samo mesto je nastalo v zgodnjem 17. stoletju kot alternativa bližnjem pristanišču Ribera Grande, od koder so se zaradi napadov piratov priselili tudi vsi njegovi prebivalci.
Zaradi strateške lege je bilo pristanišče skupaj s pristanišči na drugih otokih pomembna postojanka v čezoceanski trgovini s sužnji, ko se je ta v 19. stoletju končala, pa je nastopila gospodarska kriza. Od takrat se mesto preživlja s trgovanjem, lahko industrijo in turizmom.

## Mednarodne povezave
Mesto ima uradne povezave (pobratena/sestrska mesta, mesta-dvojčki) z naslednjimi kraji po svetu:
- Faro, Portugalska
- Bissau, Gvineja-Bissau
- Basseterre, Sveti Krištof in Nevis
- Lizbona, Portugalska
- Funchal, Madeira, Portugalska